# Каптованець Мар'ян Романович
Мар'я́н Рома́нович Капто́ванець (29 червня 1986, Розділ, Миколаївський район, Львівська область, Українська РСР  — 22 листопада 2016, Широкине, Волноваський район, Донецька область, Україна) — молодший сержант, розвідник 54-го окремого розвідувального батальйону ЗС України, учасник війни на сході України.

## З життєпису
До захисту України долучився взимку 2015 року у складі 8-го окремого батальйону «Аратта» ДУК ПС (пізніше УДА). Згодом підписав контракт з ЗС України. Загинув від кулі ворожого снайпера під час бойового зіткнення між селами Широкине та Водяне (Сартанська селищна громада) Донецької області, неподалік Маріуполя.

### Вшанування пам'яті
27 листопада 2017 року на фасаді Новороздільського політехнічного коледжу встановили меморіальну дошку пам’яті колишнім студентам технікуму - героям Каптованцю Мар’яну та Труханському Ростиславу.

## Нагороди
Указом Президента України №48/2017 від 27 лютого 2017 року «за особисту мужність, виявлену у захисті державного суверенітету та територіальної цілісності України, самовіддане виконання військового обов’язку» нагороджений орденом «За мужність» III ступеня (посмертно).